# Christopher Memminger
Christopher Gustavus Memminger (ur. 9 stycznia 1803, zm. 7 marca 1888) – amerykański polityk i prawnik, pochodzenia niemieckiego. Był pierwszym sekretarzem skarbu Stanów Skonfederowanych.

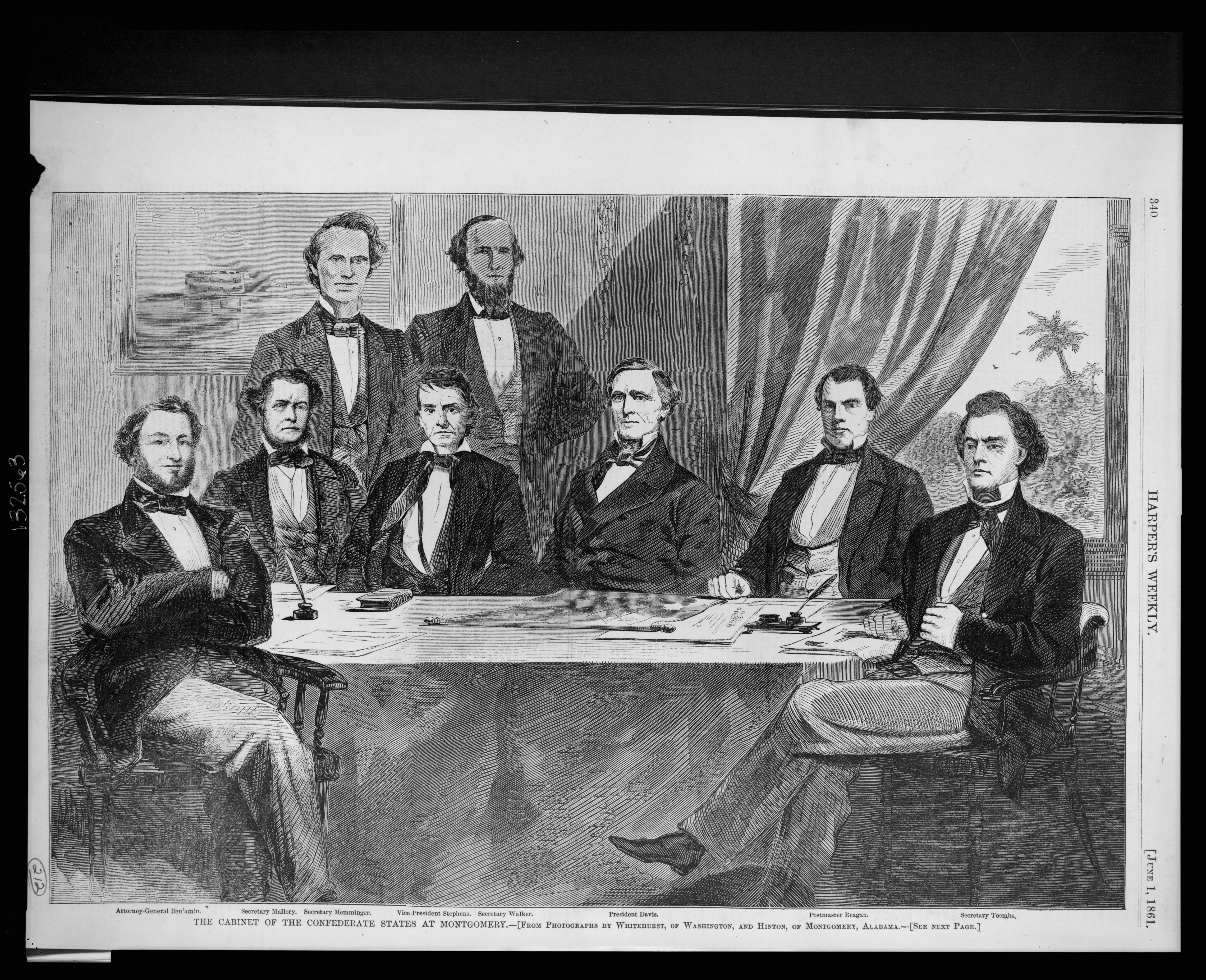
Gabinet Konfederacji (od lewej): Judah P. Benjamin, Stephen Mallory, Christopher Memminger, Alexander Stephens, LeRoy Pope Walker, Jefferson Davis, John Henninger Reagan oraz Robert Toombs